# Rówienki (Hala Gąsienicowa)

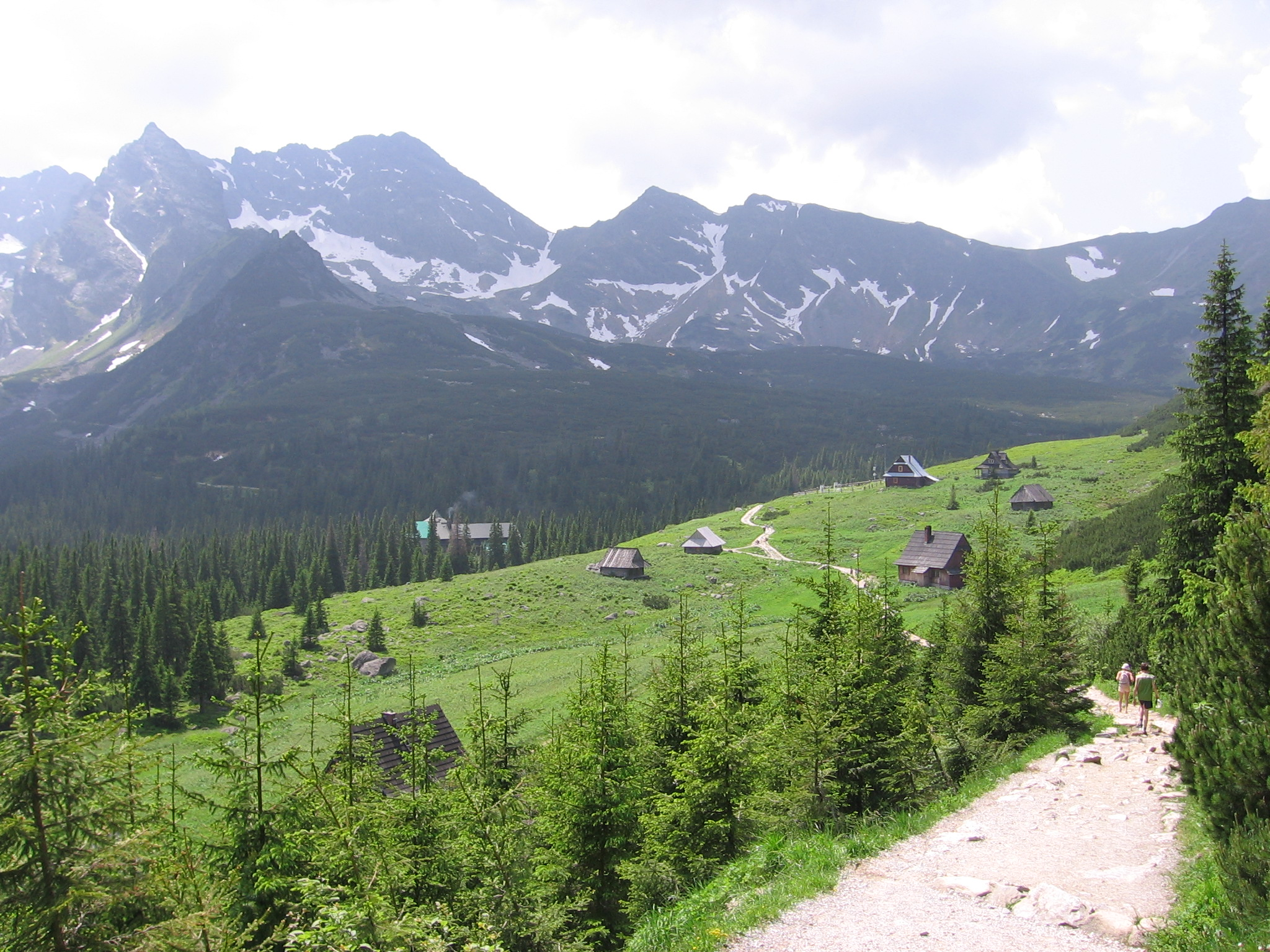
Panorama Tatr Wysokich z Rówienek

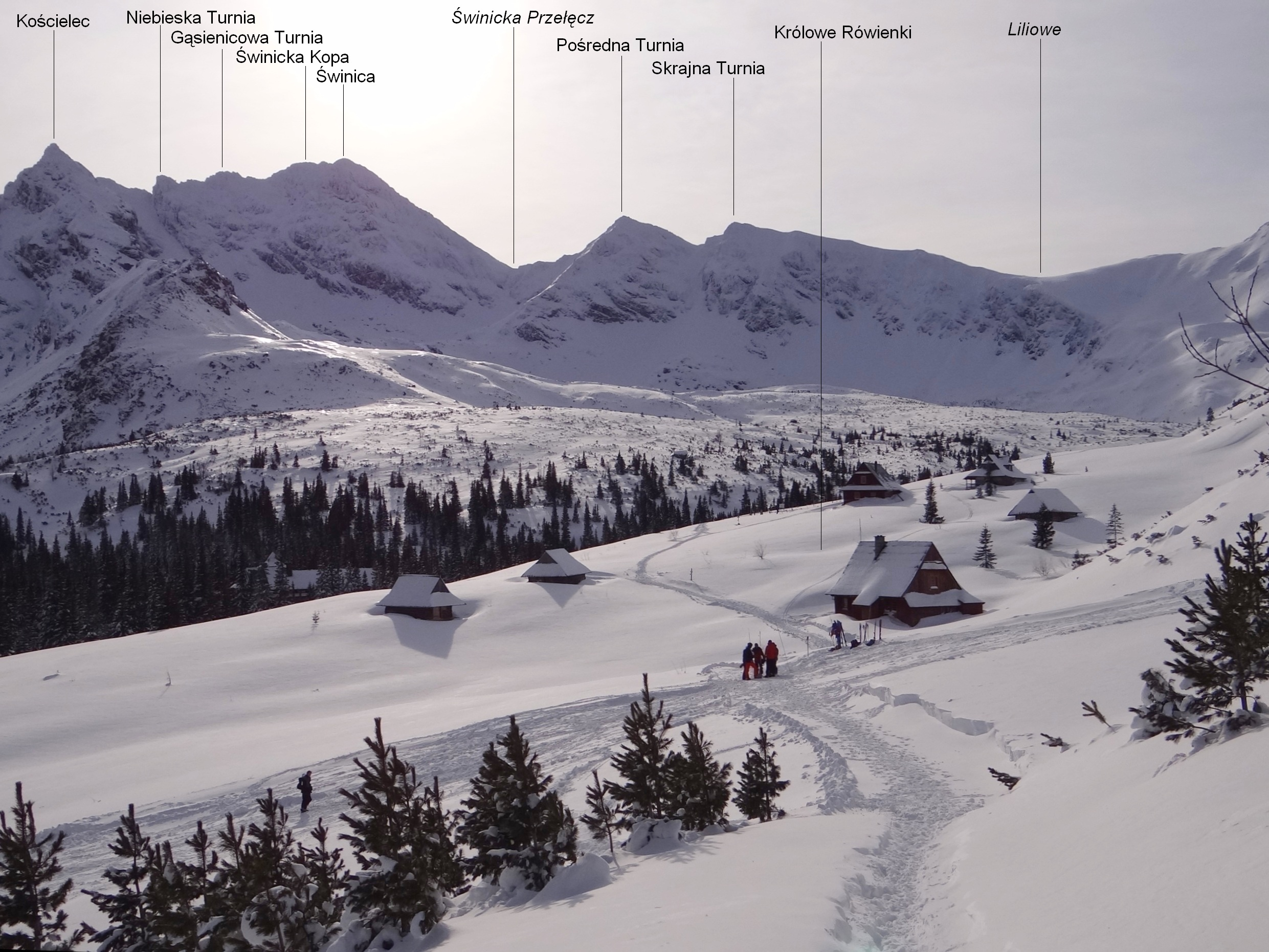
Rówienki zimą

Rówienki – rówień w Dolinie Gąsienicowej w Tatrach Zachodnich. Znajduje się na północ od schroniska „Murowaniec”, przy ścieżce prowadzącej z Królowej Równi do tego schroniska. Na Rówienkach stoją drewniane szopy i szałasy. Są one pamiątką po istniejących tutaj dawniej 15 szopach i szałasach pasterskich. Zostały w 1985 r. wyremontowane przez Muzeum Tatrzańskie. Rudolf Śmiałowski w 1959 r. pisał o tych szałasach: „W budownictwie halnym zawsze widoczna jest zgodność sylwety szałasu lub jego części lub grupy szałasów z roztaczającym się krajobrazem”. Wśród budynków tych znajdują się m.in. „Betlejemka” (należące do PZA dawne schronisko), „Księżówka” (rozbudowana szopa krowiarska), stacja obserwacyjna PAN i „Gawra” (strażnicówka TPN). W przeszłości na Rówienkach funkcjonowały także tzw. stare schronisko PTT oraz Schronisko Bustryckich Wyżnie.
Dawniej teren ten należał do dwóch hal: Hali Królowej i Hali Gąsienicowej. Stały na nim, co było nietypowe, zabudowania pasterskie obydwu tych hal; w części północnej należące do Hali Królowej, na skraju części południowej należące do Hali Gąsienicowej. Część północną nazywano Rówienkami Królowymi, południową Rówienkami Stawiańskimi. Po zlikwidowaniu hal podział własnościowy tej samej równi stracił sens i jak pisał Władysław Cywiński: Dziś o tych nieszczęsnych podzielonych Rówienkach nie pamięta prawie nikt. Jedyne rozsądne i praktyczne jest stosowanie nazwy Hala Gąsienicowa dla całych Rówienek i najbliższej okolicy Murowańca.
Na początku XXI wieku był to teren porośnięty wysoką trawiastą roślinnością z licznie zakwitającą na różowo wierzbówką kiprzycą i szeroką panoramą widokową na całe wysokogórskie otoczenie Doliny Gąsienicowej.

## Szlaki turystyczne
– szlak niebieski z Kuźnic przez Boczań, Skupniów Upłaz i Przełęcz między Kopami do Murowańca. Czas przejścia: 2 h, ↓ 1:35 h.